# Свети Йоан Златоуст (Елешница)
„Св. св. Йоан Златоуст, Стефан и Олга“ (на гръцки: Ιερά Μονή Αγίου Ιωάννου Χρυσοστόμου, Στεφάνου και Όλγας) е православен женски манастир във валовищкото село Елешница (Феа Петра), Егейска Македония, Гърция, част от Валовищката епархия.

## Местоположение
Манастирът е разположен на километър югоизточно над село Елешница, на 11 km североизточно от Валовища (Сидирокастро).

## История
Основан е в 1983 година от митрополит Йоан Валовищки и сестрите на женския манастир „Свети Кирик и Юлита“. Първоначално е построена двуетажна сграда, на чийто приземен етаж се намира параклисът на Свети Йоан Златоуст, Свети първомъченик и архидякон Стефан и Света равноапостолна княгиня Олга. На етажа е трапезарията и килиите. Католиконът на манастира - просторна еднокорабна църква, посветена на Свети Йоан Златоуст, е построена в 1991 година.